# Driss Bouissef Rekab
Driss Bouissef Rekab (Tetuan, 1947) és un escriptor marroquí en llengua francesa. Va fer estudis de Filologia espanyola a França. Militant de l'organització clandestina Ila l-Amam, va ser detingut al gener del 1976 a Rabat i condemnat a vint anys de presó, dels quals en va complir més de tretze. A la presó va dur a terme una tesi doctoral sobre les presons espanyoles durant el franquisme, supervisada per la Universitat de Tolosa de Llenguadoc, i va escriure el relat autobiogràfic A la sombra de Lalla Chafia (À l'ombre de Lalla Chafia, editat a Espanya per Ediciones del Oriente y del Mediterráneo, 2004), que constitueix un dels primers testimonis escrits sobre l'univers carcerari en els anomenats «anys de plom». Entre el 1991 i el 1999 va viure a Espanya, per tornar a Rabat posteriorment, on va ser professor de llengua i literatura espanyoles a la Facultat de Lletres, i va combinar la seva activitat docent amb la literària. És autor, també, de La tyrannie ordinaire. Lettres de prison (Casablanca, Tarik, 2005) i Le fils du souk (París, Velours, 2007).